# Глоговский, Марк Михайлович
Марк Михайлович Глоговский (1909—1993) — советский учёный в области эксплуатации нефтяных месторождений, лауреат Сталинской премии (1949).

## Биография
Окончил Московский нефтяной институт имени И. М. Губкина (1935).
В 1935—1938 гг. инженер, зав. цехом эксплуатации, старший инженер технического отдела, зам. главного инженера, начальник технического отдела треста «Сахалиннефть».
В Московском нефтяном институте имени И. М. Губкина: старший лаборант кафедры эксплуатации (1938—1943); научный руководитель лаборатории эксплуатации нефтяных месторождений (1943—1945); доцент кафедры разработки и эксплуатации нефтяных месторождений (1945—1977); старший научный сотрудник отраслевой лаборатории той же кафедры (1977—1983).
По совместительству — старший научный сотрудник ВНИИнефтегаз.
Кандидат технических наук (1947), доцент (1948).

## Научная деятельность
В 1940 г. вместе с А. П. Крыловым и Б. Б. Лапуком предложил комплексный принцип решения методических и прикладных задач разработки с привлечением для этой цели трёх отраслей знания — промысловой геологии, подземной гидродинамики и отраслевой экономики. Эта идея была поддержана промышленностью (В. А. Каламкаров, В. М. Сенюков). В результате в октябре 1942 г. в Московском нефтяном институте им. И. М. Губкина Министерством нефтяной промышленности было организовано Бюро разработки нефтяных месторождений.
Автор более 50 научных трудов, в том числе 2 монографий в области разработки нефтяных месторождений, учебных пособий по курсу «Разработка нефтяных месторождений», руководства по лабораторным работам по исследованию скважин, методического пособия по написанию дипломных проектов по анализу разработки нефтяных месторождений.

### Научные труды
- Крылов А. П., Глоговский М. М., Мирчинк М. Ф., Николаевский Н. М., Чарный И. А. Научные основы разработки нефтяных месторождений. — Москва Ижевск: Институт компьютерных исследований, 2004, 416 стр. Репринтное издание (оригинальное издание: М.-Л.: Государственное научнотехническое издательство нефтяной и горнотопливной литературы, 1948 г.). ISBN 5-93972-325-X
- Крылов А. П. и Глоговский М. М., Способ эксплоатации скважин с нижней пластовой водой. Обмен производственным опытом. Гостоптехиздат, 1943.
- Крылов А. П., Глоговский М. М., Чарный И. А., Рациональное размещение нефтяных скважин в Восточно-Калиновском и Восточно-Новостепановском участках треста Бугурусланнефть. Труды МНИ им. Губкина за период 1938—1944 гг.. вып. 3., стр, 42, Гостоптехиздат, 1945.
- Компрессорная эксплоатация нефтяных скважин [Текст] : [Аннот. список лит.]. — Москва : Наркомуголь СССР, Гос. науч. б-ка, 1940. — 16 с., без тит. л.; 17 см. — (Что читать рабочему о своем производстве. Серия: Горная промышленность; Вып. 19)[1]

## Награды и звания
- Сталинская премия 2 степени (1949) — за труд «Научные основы разработки нефтяных месторождений»;
- Медали.